# Lista dos deputados federais de Santa Catarina - 39ª legislatura (1951 — 1955)
Lista dos deputados federais de Santa Catarina - 39ª legislatura (1951 — 1955).
| Nº | Deputado                            | Partido                              |
| -- | ----------------------------------- | ------------------------------------ |
| 1  | Joaquim Fiuza Ramos                 | Partido Social Democrático (PSD)     |
| 2  | Leoberto Leal                       | Partido Social Democrático (PSD)     |
| 3  | Nereu Ramos                         | Partido Social Democrático (PSD)     |
| 4  | Agripa de Castro Faria              | Partido Social Democrático (PSD)     |
| 5  | Jorge Lacerda                       | União Democrática Nacional (UDN)     |
| 6  | Afonso Guilhermino Wanderley Júnior | União Democrática Nacional (UDN)     |
| 7  | Waldemar Rupp                       | União Democrática Nacional (UDN)     |
| 8  | Plácido Olímpio de Oliveira         | União Democrática Nacional (UDN)     |
| 9  | Saulo Saul Ramos                    | Partido Trabalhista Brasileiro (PTB) |